# Кетрин Куксън
Дейм Кетрин Ан Макмулън Куксън (на английски: Catherine Cookson) е плодовита английска писателка, авторка на бестселъри в жанра любовен роман. Писала е и под псевдонимите Катрин Мърчънт (Catherine Marchant) и Кейти Макмулън (Кейти Макмулън).

## Биография и творчество
Родена е на 27 юни 1906 г. в кв. Тайн Док на гр. Саут Шийлдс, Тайн и Уиър, Англия. Незаконно дете е на Кейт Фостър. Баща ѝ е бил Александър Дейвис, комарджия от Ланкашър. Израства в Джароу при баба си и дядо си Роуз и Джон Макмулън.
Напуска училище на 13 години и започва работа като перачка в приюта за бедни в Саут Шийлдс. През 1929 г. се премества на юг и поема прането на приюта за бедни в Хейстингс. Спестява упорито, за да си купи голяма викторианска къща, в която отдава стаи на наематели за допълване на доходите си.
На 1 юни 1940 г. се омъжва за Том Куксън, майстор в местната гимназия. След като преживява 4 спонтанни аборта в напреднала бременност открива, че страда от рядката съдова болест телеангиектазия, предизвикваща кървене на малките кръвоносни съдове. Това ѝ причинява нервен срив, от който се възстановява в продължение на 10 години.
За да се справи с депресията, започва да се занимава с писане и участва в основаването на Групата на писателите в Хейстингс. Първият ѝ любовен роман „Kate Hannigan“ е публикуван през 1950 г.
Произведенията ѝ бързо се приемат от читателите и критиката. Романът ѝ A Grand Man от поредицата „Мери Ан Шонеси“, издаден през 1954 г., е първият, който е екранизиран във филма „Жаклин“ през 1956 г.
За романа „The Round Tower“ е удостоена с наградата „Уинифред Холтби“ през 1968 г. Той става международен бестселър и я прави известна в целия свят.
Произведенията на писателката са издадени в над 120 милиона екземпляра по света. Книгите на писателката в продължение на 17 години, до 2002 г., са най-четените от обществените библиотеки. В следващите години предпочитанията на читателите към романтичната литература намаляват за сметка на криминалната литература.
Около 80 от романите на писателката са екранизирани в игрални и телевизионни филми и сериали.
За своята литературна дейност през 1985 г. Кетрин Куксън е удостоена с отличието Офицер на Ордена на Британската империя, а през 1993 г. – с отличието Дейм командир на Ордена на Британската империя. Удостоена е със званието „доктор хонорис кауза“ от Университета на Нюкясъл.
В по-късна възраст семейството ѝ се мести на различни места в Североизточна Англия, като последно се установява край Нюкасъл, за да е близо до здравните заведения вследствие на влошеното ѝ здраве.
Кетрин Куксън умира на 11 юни 1998 г. в Касъл, Нюкасъл, Англия. Съпругът ѝ умира 17 дни по-късно.

## Произведения

### Като Кетрин Куксън

#### Самостоятелни романи
- Kate Hannigan (1950)
- The Fifteen Streets (1952)
- Colour Blind (1953)
- Maggie Rowan (1954)
- Rooney (1957)
- The Menagerie (1958)
- Fanny McBride (1959)
- Slinky Jane (1959)
- Fenwick Houses (1960)
- The Garment (1962)
- The Blind Miller (1963)
- Hannah Massey (1964)
- Matty Doolin (1965)
- The Unbaited Trap (1966)
- Katie Mulholland (1967)
- Joe and the Gladiator (1968)
- The Round Tower (1968)
- The Glass Virgin (1969)
- The Nice Bloke (1969)
- The Invitation (1970)
- The Nipper (1970)
- The Dwelling Place (1971)
- Feathers in the Fire (1971)
- Pure as the Lily (1972)
- Blue Baccy (1972)
- Our John Willie (1974)
- The Invisible Cord (1975)
- The Gambling Man (1975)
- The Tide of Life (1976)
- Mrs. Flannagan's Trumpet (1976)
- The Girl (1977)
- Go Tell It to Mrs. Golightly (1977)
- The Cinder Path (1978)
- The Man Who Cried (1979)
- Lanky Jones (1980)
- The Whip (1982)
- The Black Velvet Gown (1984)
- A Dinner of Herbs (1985)
- The Bannaman Legacy (1985)
- The Moth (1986) – издаден и като „The Thorman Inheritance“
- The Parson's Daughter (1987)
- The Cultured Handmaiden (1988)
- Rory's Fortune (1988)
- The Harrogate Secret (1988)
- The Spaniard's Gift (1989)
- The Black Candle (1989)
- The Wingless Bird (1990)
- The Gillyvors (1990)
- The Maltese Angel (1990)
Малтийският ангел, изд. „Роял 77“, Варна (1993), прев. Елена Калеова, Антон Калеов
- My Beloved Son (1991)
- Bill and the Mary Ann Shaughnessy (1991)
- The Love Child (1991)
- The Rag Nymph (1991)
- The House of Women (1992)
- The Year of the Virgins (1993)
Годината на девствениците, изд. „Роял 77“, Варна (1993), прев. Даниела Златева
- The Golden Straw (1993)
- Justice Is a Woman (1994)
- The Tinker's Girl (1994)
- A Ruthless Need (1995)
- The Obsession (1995)
- The Upstart (1996)
- The Branded Man (1996)
- The Bonny Dawn (1996)
- The Desert Crop (1997)
- The Lady on My Left (1997)
- The Solace of Sin (1998)
- Riley (1998)
- The Blind Years (1998)
- The Thursday Friend (1999)
- A House Divided (1999)
- Kate Hannigan's Girl (2000)
- Rosie of the River (2000)
- The Silent Lady (2001)

#### Серия „Мери Ан Шонеси“ (Mary Ann Shaughnessy)
1. A Grand Man (1954)
2. The Lord and Mary Ann (1956)
3. The Devil and Mary Ann (1958)
4. Love and Mary Ann (1961)
5. Life and Mary Ann (1962)
6. Marriage and Mary Ann (1964)
7. Mary Ann's Angels (1965)
8. Mary Ann and Bill (1967)

#### Серия „Семейство Малън“ (Mallen Family)
1. The Mallen Streak (1972)
2. The Mallen Girl (1973)
3. The Mallen Litter (1974) – издаден и като „The Mallen Lot“

#### Серия „Тили Тротър“ (Tilly Trotter)
1. Tilly Trotter (1980)
2. Tilly Trotter Wed (1981) – издаден и като „Tilly Wed“
3. Tilly Trotter Widowed (1982) – издаден и като „Tilly Alone“

#### Серия „Хамилтън“ (Hamilton)
1. Hamilton (1983)
Съдба, изд. „Световна библиотека“, София (2001), прев. Мария Неделева
2. Goodbye Hamilton (1984)
Сбогом, самота, изд. „Световна библиотека“, София (2002), прев. Мария Неделева
3. Harold (1985)
Възнаграждение за страданието, изд. „Световна библиотека“, София (2003), прев. Мария Неделева

#### Серия „Хрониките на Бейли“ (Bailey Chronicles)
1. Bill Bailey (1986)
2. Bill Bailey's Lot (1987)
3. Bill Bailey's Daughter (1988)
4. The Bondage of Love (1997)

#### Сборници
The Simple Soul and Other Stories (2001)
Just a Saying (2002) – поезия

#### Документалистика
- Our Kate: An Autobiographical Memoir (1969)
- Catherine Cookson Country (1986)
- Let Me Make Myself Plain: A Personal Anthology (1988)
- Plainer Still (1995)
- Her Way (1996)
- My Land of the North: Memories of a Northern Childhood (1999)

### Като Катрин Мърчънт

#### Самостоятелни романи
- Heritage of Folly (1962) – издаден и под псевдонима Кейти Макмулън
- The House of Men (1963)
- The House On the Fens (1963) – издаден и като „The Fen Tiger“
- Evil At Roger's Cross (1965) – издаден и като „The Iron Facade“
- The Long Corridor (1965)
- Miss Martha Mary Crawford (1975)
- The Slow Awakening (1976)

### Книги за Кетрин Куксън
- To Be a Lady: Biography of Catherine Cookson (1994) – от Клиф Гуауин
- The Girl from Leam Lane: The Life and Writing of Catherine Cookson (1997) – от Пиърс Дъджън
- Catherine Cookson (1999) – от Катлийн Джонс Констабъл
- Kate's Daughter: The Real Catherine Cookson (2003) – от Пиърс Дъджън
- Seeking Catherine Cookson's Da – от Катлийн Джонс Констабъл

### Екранизации
- 1956 Jacqueline – по романа „A Grand Man“, с Джон Грегсън, Катлийн Райън, Жаклин Райън
- 1958 Rooney – по романа, с Джон Грегсън, Мюриъл Павлов, Бари Фицджералд
- 1971 Joe and the Gladiator – ТВ мини сериал, 3 епизода по романите, с Денис Лингърд, Кен Първис и Урсула Смит
- 1977 Romance – ТВ сериал, 1 епизод по романите
- 1979–1980 The Mallens – с Джон Халъм и Джулиет Стивънсън
- 1989 The Fifteen Streets – с Шон Бийн, Клер Холман и Джейн Хорокс
- 1991 The Black Velvet Gown – с Джанет Мактиър, Боб Пек, Джералдин Съмървил, печели награда „Еми“ за най-добра драма
- 1991 The Black Candle – с Натаниъл Паркър и Саманта Бонд
- 1993 The Man Who Cried – с Киърън Хайндс и Аманда Рут
- 1994 The Cinder Path – с Катрин Зита-Джоунс
- 1994 The Dwelling Place – с Трейси Уайтуел и Рей Стивънсън
- 1995 The Gambling Man – с Робсън Грийн
- 1995 The Glass Virgin – с Найджъл Хейвърс, Емили Мортимър и Брендън Койл
- 1996 The Tide of Life – с Джилиън Киърни и Джеймс Пърфой
- 1996 The Girl – с Джонатан Кийк, Малкълм Стодард, Джил Бейкър и Сиобхан Флин
- 1997 The Moth – с Джак Дейвънпорт, Джулиет Обри и Джъстин Уодъл
- 1997 The Rag Nymph – с Алек Нюман и Вал Маклейн
- 1997 The Wingless Bird – с Клеър Скинър, Ан Рийд и Джулиан Уедхем
- 1997 Colour Blind – с Ниам Кюсак, Тони Арматрейдинг и Арт Малик
- 1997 The Round Tower – с Емилия Фокс, Бен Майлс и Денис Лоусън
- 1998 Tilly Trotter – с Карли Норис, Бет Годар, Сара Александър, Розмари Лийч и Саймън Шепърд
- 1999 The Secret – с Колин Бюканън, Хана Йелард, Елизабет Карлинг, Клер Хигинс и Стивън Мойер
- 2000 A Dinner of Herbs – с Джонатан Кериган, Мелани Кларк Пулен, Дебра Стивънсън и Били Уайтло